# Coppe
Coppe is een plaats (frazione) in de Italiaanse gemeente Stroncone.